# Sara (Syria)
Sara (arab. صراع) – wieś w Syrii, w muhafazie Idlib. W 2004 roku liczyła 914 mieszkańców.